# パン製造技能士
パン製造技能士（パンせいぞうぎのうし）とは、国家資格である技能検定制度の一種で、都道府県職業能力開発協会（問題作成等は中央職業能力開発協会）が実施する、パン製造に関する学科及び実技試験に合格した者をいう。
等級には、特級及び1級～2級まであり、特級は管理者または監督者が通常有すべき技能の程度、1級～2級はそれぞれ上級技能者、中級技能者が通常有すべき技能の程度と位置づけられている。なお職業能力開発促進法により、パン製造技能士資格を持っていないものがパン製造技能士と称することは禁じられている(名称独占資格)。
また、1級合格者は職業訓練指導員 (パン・菓子科)の実技試験と学科試験の関連学科が免除され、2級合格者は実技試験が免除される。

## 実技作業試験内容（パン製造作業）
- 特級：工程管理、作業管理、品質管理、原価管理、安全衛生管理、作業指導及び設備管理について行う。試験時間＝3時間
- 1級：水の配合割合を決定したうえで、各材料の使用量を算出する。さらに、支給した強力粉及び中力粉の2種類の小麦粉のうちから強力粉を選び、各材料の秤量を行った後、直捏(じかごね)生地法によって混捏(こんねつ)、発酵及び焼成を行い、山形(イギリス)食パンを指定の型を用いて4本作る。試験時間＝6時間
- 2級：支給した強力粉及び中力粉の2種類の小麦粉のうちから強力粉を選び、各材料を秤量し、直捏(じかごね)生地法によって混捏(こんねつ)、発酵及び焼成を行い、山形(イギリス)食パンを指定の型を用いて3本作る。試験時間＝6時間